# Рагби 15 репрезентација Гвајане
Рагби јунион репрезентација Гвајане је рагби јунион тим који представља Гвајану у овом екипном спорту. Гвајана је била британска колонија, па је рагби у Гвајани стигао из Енглеске. Најубедљивију победу репрезентација Гвајане је остварила је 2005. против Свете Луције, било је 97-0. Најтежи пораз Гвајана је доживела 2001. када је поражена од репрезентације Кајмански Острва 97-0.

## Тренутни састав
Рондел Мекартер
Џејсон Тирел
Делрој Гордон
Жак Арчибалд
Трој Арјон
Рикфорд Камингс
Двејн Шредер
Валон Адамс
Кевон Дејвид
Ричард Стаглон
Џамал Ангус
Џермејн Паувел
Рајан Гонсалвес
Леон Гривс
Пеабо Хамилтон
Ланселот Адонис
Теодор Анри
Кевин Мекензи
Ренди Џејмс
Клаудиус Бутс
Авери Корбин
Блеис Бејли
Роналд Мајерс